# Dláto

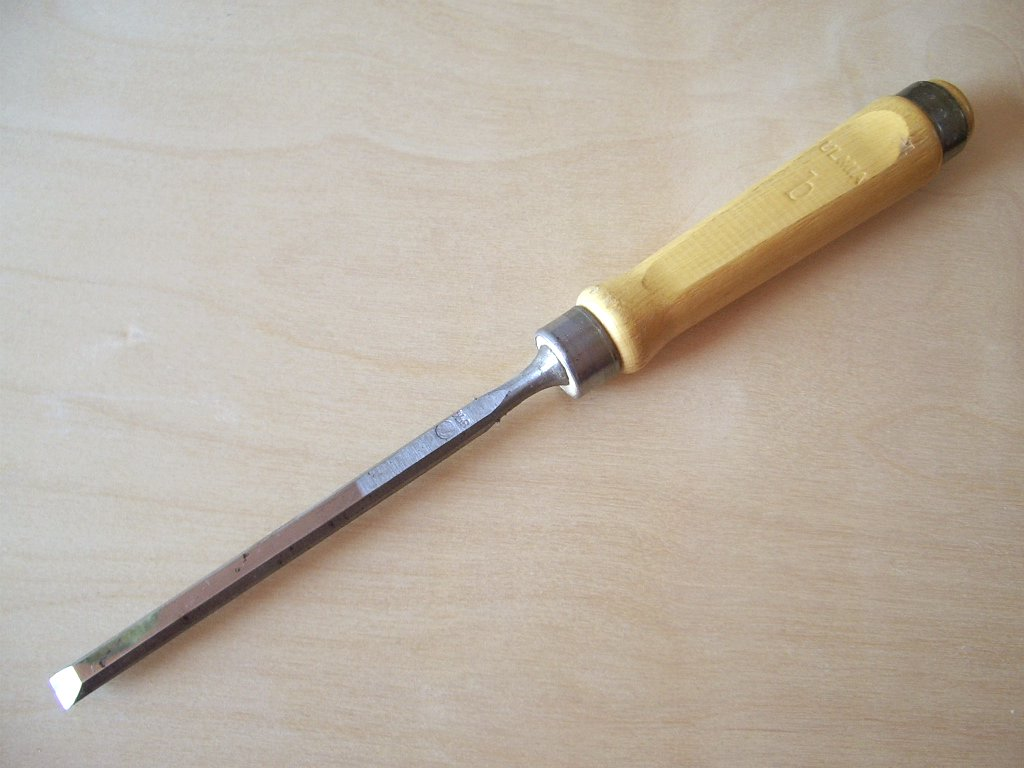
Dláto

Dláto je nástroj sloužící k ručnímu opracování různých materiálů jako je dřevo, kámen (kamenická dláta). Existují i speciální dláta pro různé výtvarné činnosti, jako jsou dřevoryt, linoryt neboli rydla.
Dláto se skládá z ocelového profilu zakončeného ostřím a dřevěné nebo plastové rukojeti. Klasická dláta jsou vybavena dřevěnou rukojetí, zpevněnou ocelovým kroužkem, tato dláta se používají tak, že jsou na ně vedeny údery dřevěnou paličkou (kladivo by mohlo dláto poškodit), která jim uděluje potřebnou hybnost.
Dláta se vyrábějí v různých tvarech a velikostech. Truhlář nebo řezbář pomocí nich tvaruje požadované detaily dřevěných dílů.
Každá historická činnost, jejímž objektem bylo opracování dřeva, měla svá speciální dláta, například truhláři, tesaři, bednáři, koláři, soustružníci, modeláři.
V dnešní době, kdy je dřevo zpracováváno především strojově, má dláto již menší význam, avšak výtvarníci a tesaři by se bez něj neobešli.

## Typy dlát
- čepovací dláto – masivní, pro hloubení dlabu při čepování spojů, úhel ostří 35–40 stupňů
- rohové dláto – pro začišťování rohů při dlabání, ostří cca 30 stupňů
- soustružnické dláto – dlouhé, pro obrábění dřeva na soustruhu, úhly od 25 do 80 stupňů
- řezbářské dláto – jemnější, často tvarována dláta s ostřím 18–25 stupňů pro vyřezávání
- zapouštěcí dláto – dláto na panty, dvouhroté nebo tříhroté

„Valivé dláto“ – typ vrtací korunky pro vrtání do hornin